# Un bon bock
Un bon bock è una pantomima luminosa francese del 1888 diretta da Charles-Émile Reynaud e proiettata per la prima volta al museo Grévin di Parigi il 28 ottobre 1892. Consiste di 700 immagini dipinte individualmente a mano su lastre di vetro per la durata complessiva di 15 minuti di proiezione.

## Trama
Un cliente maleducato entra in una birreria dove si trova attratto dalla bella cameriera, cui chiede una birra, lei gliela serve ma mentre la sta corteggiando entra lo sguattero che beve la birra. Il cliente, stupefatto, vede che il suo boccale di birra è vuoto e si fa portare un altro boccale.
Entra un viaggiatore con una valigia, il cliente della birreria lo prende in giro e questi si arrabbia, durante la disputa entra nuovamente in scena lo sguattero, che vuota anche il secondo boccale di birra. Una volta uscito di scena il viaggiatore, il cliente vede che anche il secondo boccale è vuoto, si arrabbia e se ne va.
Rimasti soli lo sguattero spiega alla cameriera che è stato lui a vuotare i due boccali di birra.

## Produzione
Un bock bock è uno dei primi cortometraggi animati mai prodotti, realizzato per il teatro ottico di Charles-Émile Reynaud, una evoluzione del suo prassinoscopio, sviluppato dal precedente zootropio.
Assieme a Le clown et ses chiens e Pauvre Pierrot, Un bon bock venne proiettato per la prima volta nell'ottobre 1892 al museo Grévin di Parigi, quando Emile Reynaud presenta il suo teatro ottico. Le tre rappresentazioni vennero presentate come "pantomime luminose" (pantomimes lumineuses, in francese), e furono le prime animazioni proiettate pubblicamente a pagamento, precedendo così di tre anni l'invenzione del cinematografo dei fratelli Lumière. Reynaud si occupò di manovrare personalmente il teatro ottico durante tutta la manifestazione.
La proiezione veniva accompagnata da effetti sonori e da una colonna sonora personalmente composta ed eseguita dal musicista Gaston Paulin.
Un bon bock è considerato un film perduto. Non esiste alcuna copia sopravvissuta, poiché Reynaud stesso gettò personalmente le due copie in suo possesso nella Senna.